# Turismo na Bulgária

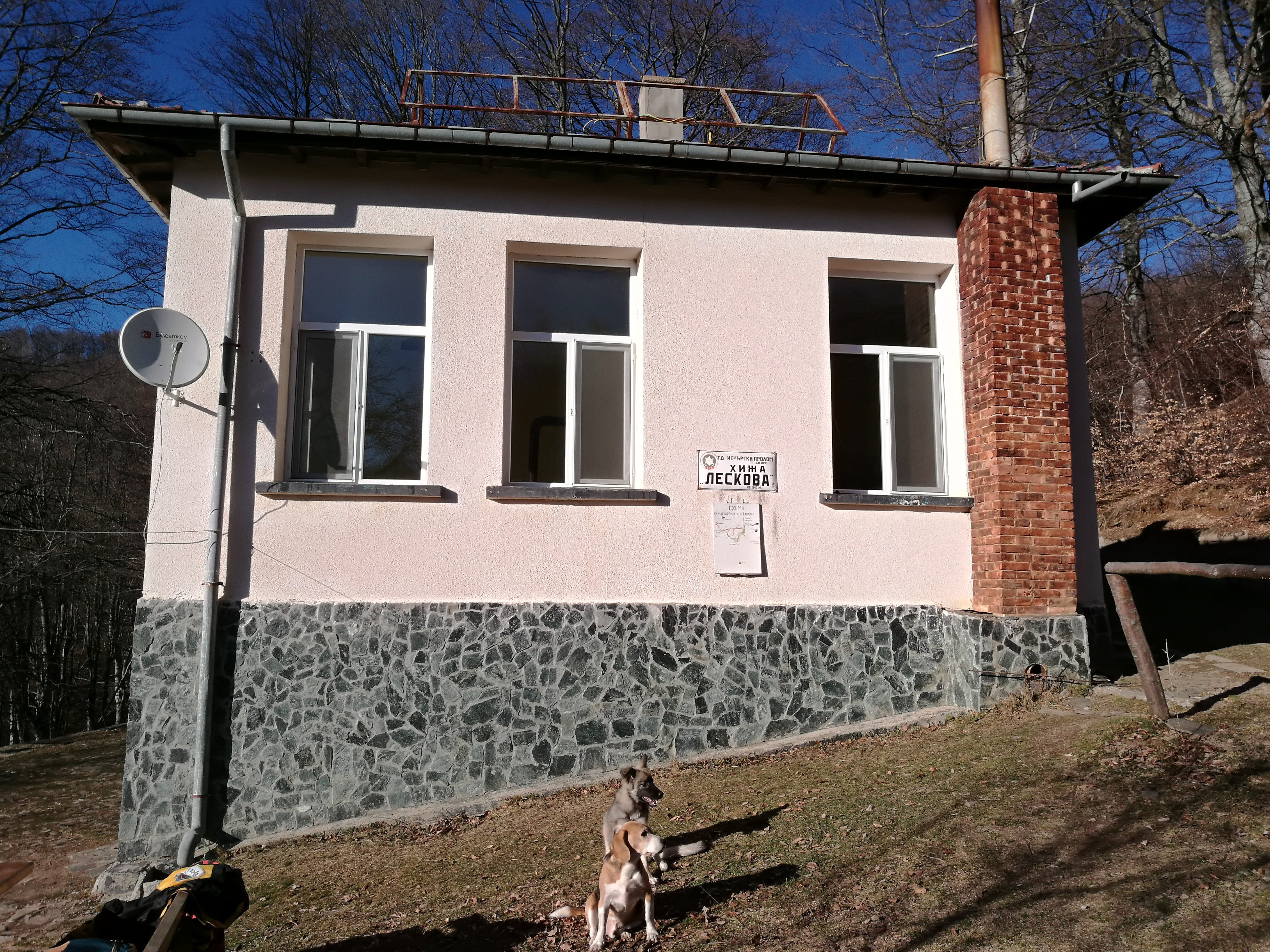
Cabana Leskova (Хижа Лескова), abrigo e ponto de apoio para trilheiros no trecho ocidental da Kom-Emine (Ком - Емине), que é a parte montanhosa búlgara da trilha européia de longa distância E3. Endereço: Unnamed Road с.Осеновлаг, общ.Своге, обл. София, Лескова" махала, Bulgária. Coordenadas: 42.9428849 N, 23.5679048 E.

O turismo na Bulgária se resume à pesca, na parte leste, surf, na parte leste e sul, e snowboard, no centro. O que atrai muitos turistas principalmente da região dos Balcãs, onde muitos países não tem acesso ao mar. A maior vila turística da Bulgária, nos Balcãs, e como concentração em uma vila da Europa é o Resort Costa do sol.
Algumas regiões turísticas búlgaras possuem chalés típicos e clubes folclóricos.
Na Bulgária, há também uma grande concentração de lojas, o que atrai turistas. Também há lindas paisagens.